# Александрова, Елизавета Сергеевна
Елизавета Сергеевна Александрова (род. 5 февраля 1994, Краснодар) — российская спортсменка (художественная гимнастика). Чемпионка Европы 2009 года в групповом многоборье. Мастер спорта России международного класса (2009).

## Биография
Родилась 5 февраля 1994 года в Краснодаре. Тренировалась под руководством Ирины Валентиновны Михайленко. В 2008 году, на чемпионате России в Дмитрове, Елизавета заняла третье место в командном первенстве, и была приглашена Ириной Александровной Винер-Усмановой на просмотровые сборы в молодёжную сборную России. С 2008 по 2010 год Елизавета выступала за молодёжную сборную России под руководством Татьяны Владиславовны Сергаевой.
В 2009 году на чемпионате Европы в Баку выиграла золотую медаль в групповом многоборье. В том же году стала победительницей этапа Кубка мира в Портимао среди юниоров, а также победительницей Гран-При в Будапеште среди юниоров. Была удостоена звания «Мастер спорта России международного класса».
После чемпионата Европы получила серьёзную травму, из-за рецидива которой через 4 года завершила карьеру.
В 2011 году в составе команды Южного федерального округа заняла 4 место на чемпионате России по результатам командного первенства.
После окончания соревновательной карьеры ведёт спортивные сборы и мастер-классы в России.
Также работает в ФГБУ «Государственный музей спорта» в Министерстве спорта Российской Федерации.
В 2020 году окончила национальный исследовательский университет «Высшая школа экономики» по направлению «Международный спортивный менеджмент и маркетинг».

## Личная жизнь
Замужем за баскетболистом Алексеем Саврасенко. В 2021 году у пары родился сын, в 2023 году — второй сын, а в 2024 году — третий сын.